# Thomas Krohn
Kjell Bo Thomas Krohn, född 8 juli 1965 i Björkviks församling, Södermanlands län, är en svensk musiker i Björkvik. Krohn är troligen mest känd som basist i vikingarockbandet Ultima Thule.

## Andra musikprojekt
Tillsammans med de andra medlemmarna i Ultima Thule spelar Krohn bas i banden.  
- The Headhunters - (Oi!/punkband)
- Hotrod Frankie - (Psychobillyband)